# Jesús Hidalgo Bermejo
Jesús Hidalgo Bermejo (Eibar, 18 de juny de 1962) és un exfutbolista professional basc, que ocupava la posició de davanter.

## Trajectòria
Comença destacant a la Real Unión de Irun. El 1987 fitxa pel Deportivo de La Corunya, amb qui juga a Segona Divisió durant dues temporades i mitja, on tot i ser suplent, gaudeix de força minuts.
L'estiu de 1989 debuta a primera divisió al recalar al Reial Valladolid. Eixe any hi disputa 20 partits, la majoria de suplent i marca dos gols, mentre que a l'any següent la seua presència és esporàdica.
Entre 1991 i 1993 milita al Palamós CF, de Segona Divisió, on recupera la titularitat. A partir de 1993, la seua carrera prossegueix per equips més modestos, com el Carballiño.